# 23728 Jasonmorrow
23728 Jasonmorrow este un asteroid din centura principală de asteroizi.

## Descriere
23728 Jasonmorrow este un asteroid din centura principală de asteroizi. A fost descoperit pe 21 aprilie 1998 la Socorro, New Mexico, în cadrul proiectului LINEAR. Asteroidul prezintă o orbită caracterizată de o semiaxă mare de 2,43 ua, o excentricitate de 0,09 și o înclinație de 7,5° în raport cu ecliptica.